# Muntele Sannine
Muntele Sannine (în arabă جبل صنين / ALA-LC: Jabal Șannīn) este un munte din lanțul Munților Liban. Cel mai înalt punct al lor este de 2.628 m (8.622 picioare) deasupra nivelului mării în Liban.  Muntele Sannine, care are o bază de calcar, este sursa multor izvoare montane.